# Championnat de Guadeloupe de football 2019-2020
Navigation
Saison précédente Saison suivante
La saison 2019-2020 du Championnat de Guadeloupe de football est la soixante-sixième édition de la première division en Guadeloupe, nommée Régionale 1. Les quatorze formations de l'élite sont réunies au sein d'une poule unique où elles s'affrontent deux fois au cours de la saison. Les trois derniers du classement sont relégués et remplacés par les trois meilleurs clubs de seconde division (Régionale 2) à l'issue de la saison.
La saison 2019-2020 est interrompue le 12 mars 2020 à cause du confinement de la population due à la pandémie du coronavirus. Il reste alors onze journées à jouer mais la Fédération française de football met fin à tous les championnats amateurs le 16 avril. Alors que l'AS Gosier menait de sept points en tête du championnat, il n'est pas sacré champion, étant privé d'un second trophée après 2004-2005, puisqu'aucun titre n'est décerné à l'issue de la saison. Cependant, après la contestation de cette décision par les clubs ultra-marins, l'AS Gosier est finalement déclaré champion le 7 mai, après quinze ans d'attente.

## Qualifications continentales
Seul le premier du classement final se qualifie pour la phase de poules du Caribbean Club Shield 2021.

## Les clubs participants
- Unité sainte rosienne
- Club sportif moulien (Le Moule)
- Le Phare (Petit Canal)
- Arsenal Club Petit-Bourg
- Solidarité scolaire de Baie-Mahault
- La Gauloise
- Jeunesse Évolution
- Jeunesse sportive Vieux-Habitants
- Amical Club Marie-Galante (Capesterre de Marie-Galante)
- Stade lamentinois
- UNAR (Union des Artistes du Raizet - Les Abymes)
- Racing Club Basse-Terre
- AS Gosier
- US Baie-Mahault

## Compétition
Le barème de points servant à établir le classement se décompose ainsi :
- Victoire : 4 points
- Match nul : 2 points
- Défaite : 1 point

### Classement
Le classement est arrêté au 8 mars 2020, pour compenser la différence entre les équipes dans le nombre de rencontres jouées, un quotient correspondant au nombre de points divisé par le nombre de matchs est utilisé.
| Rang | Équipe                              | Pts | J  | G  | N | P  | Bp | Bc | Diff ! Moy. pts/m |      |
| ---- | ----------------------------------- | --- | -- | -- | - | -- | -- | -- | ----------------- | ---- |
| 1    | AS Gosier                           | 57  | 16 | 13 | 2 | 1  | 35 | 18 | +17               | 3,56 |
| 2    | Jeunesse Évolution P                | 48  | 17 | 9  | 4 | 4  | 22 | 14 | +8                | 2,82 |
| 3    | US Baie-Mahault                     | 45  | 16 | 8  | 5 | 3  | 29 | 19 | +10               | 2,81 |
| 4    | Club sportif moulien                | 40  | 15 | 7  | 4 | 4  | 20 | 13 | +7                | 2,67 |
| 5    | Unité sainte rosienne               | 40  | 16 | 6  | 6 | 4  | 24 | 19 | +5                | 2,50 |
| 6    | Amical Club Marie-Galante T         | 40  | 17 | 6  | 5 | 6  | 17 | 20 | -3                | 2,35 |
| 7    | JS Vieux-Habitants P                | 35  | 15 | 5  | 5 | 5  | 17 | 18 | -1                | 2,33 |
| 8    | Solidarité scolaire de Baie-Mahault | 37  | 16 | 6  | 3 | 7  | 22 | 20 | +2                | 2,31 |
| 9    | Le Phare                            | 38  | 17 | 6  | 3 | 8  | 27 | 28 | -1                | 2,24 |
| 10   | La Gauloise de Basse-Terre          | 34  | 16 | 4  | 6 | 6  | 18 | 19 | -1                | 2,13 |
| 11   | Arsenal Petit-Bourg                 | 31  | 16 | 3  | 6 | 7  | 20 | 23 | -3                | 1,94 |
| 12   | Racing Club Basse-Terre P           | 29  | 15 | 4  | 2 | 9  | 14 | 29 | -15               | 1,93 |
| 13   | Stade lamentinois                   | 30  | 16 | 4  | 2 | 10 | 17 | 29 | -12               | 1,88 |
| 14   | UNAR                                | 27  | 16 | 2  | 5 | 9  | 16 | 29 | -13               | 1,69 |

|  | Qualification pour le Caribbean Club Shield 2021                                     |
|  | Relégation en Régionale 2                                                            |
|  | T : Tenant du titre C : Vainqueur de la Coupe de Guadeloupe P : Promu de Régionale 2 |

## Bilan de la saison
| Championnat de Guadeloupe de football 2019-2020 |                      |
| Champion                                        | AS Gosier (2e titre) |
| Qualifications continentales                    |                      |
| Caribbean Club Shield 2021                      | AS Gosier            |
| Promotions et relégations                       |                      |
| Promus en Division d'Honneur                    | À déterminer         |
| Relégués en Promotion d'Honneur régionale       | UNAR                 |